# Efect steric
Efectele sterice sunt anumite efecte observate în chimia organică, care sunt cauzate de influența dimensiunii unei grupe funcționale dintr-o moleculă în timpul unei reacții chimice, asupra conformației sau interacțiilor intermoleculare.

## Tipuri

### Impedimentele sterice
Impedimentele, întârzierile sau împiedicările sterice presupun îngreunarea unei reacții chimice din cauza volumului steric mare. Efectul de impediment steric a fost inițial observat de către A.W. Hofmann în anul 1872.